# 歌禮製藥
歌禮製藥有限公司（港交所：1672）是一家中國製藥公司，主要從事研發治療肝炎、愛滋病的藥物。
2018年7月，歌禮製藥在香港進行公開招股，每股作價最多16港元，集資最多35.9億港元，入場費達1.61萬港元，為香港設公開發售的公司中最貴。歌禮製藥亦是香港首間上市的無收入的生物科技公司。
歌禮製藥招股的公開發售部份獲超額購逾8倍，但上市一個月內股價較最終發行價14港元，累積下跌48%。

## 外部連結
- 歌禮製藥公司網頁 （页面存档备份，存于）
- 歌禮製藥上市招股章程 （页面存档备份，存于）